# Plectris grisea
Plectris grisea är en skalbaggsart som beskrevs av Moser 1921. Plectris grisea ingår i släktet Plectris och familjen Melolonthidae. Inga underarter finns listade i Catalogue of Life.